# Ivo Kořán
Ivo Kořán (* 1934) je český historik uměni. Pracoval v Ústavu dějin umění Akademie věd České republiky. Je autorem řady odborných statí a několika monografií. V roce 2005 na Akademii věd ČR obdržel vědecký titul doktor věd.

## Dílo
- KOŘÁN, Ivo. Braunové. [s.l.]: Akropolis, 1999. 145 s. ISBN 80-85770-84-9.
- KOŘÁN, Ivo. Lochmanové: pět generací písecké malířské rodiny a tradice českého malířství od baroka k obrození. Písek: Prácheňské muzeum, 2005. 109 s. ISBN 8086193179, ISBN 9788086193175.
- KOŘÁN, Ivo. Texty. Praha: Ústav dějin umění, 2019. 571 s. ISBN 978-80-88283-28-7. Knihu k vydání připravili Klára Benešovská, Helena Dáňová a David Vrána.

## Ocenění
Dne 19. června 2015 obdržel od Uměleckohistorické společnosti ocenění za celoživotní dílo.